# Шполярич, Миленко
Миленко Шполярич (серб. Milenko Špoljarić, греч. Μιλένκο Σπόλιαριτς; 24 января 1967, Белишче, Югославия) — кипрский, ранее югославский футболист, полузащитник. Выступал за сборную Кипра.

## Биография

### Клубная карьера
Профессиональную карьеру начал в 1989 году в составе «ОФК Белград», выступавшем во второй лиге Югославии. В 1992 году, после начала распада Югославии, переехал на Кипр, где подписал контракт с клубом «Аполлон». В «Аполлоне» прошли следующие 11 лет игрока. За это время он провёл в клубе 250 матчей и забил 115 голов, а в сезоне 1993/94 стал чемпионом Кипра. Сезон 2003/04, ставший последним в карьере футболиста, отыграл в другом кипрском клубе «Пафос».

### Карьера в сборной
После проведённых пяти лет на Кипре получил местное гражданство. В период с 1997 по 2001 год сыграл за сборную Кипра 21 матч и забил 8 голов.

## Достижения
«Аполлон»
- Чемпион Кипра (1): 1993/1994
- Обладатель Кубка Кипра (1): 2000/2001

## Личная жизнь
Его отец был хорватом, а мать сербкой. Имеет трёх сыновей: Александера, Матия и Данило. Все они также профессиональные футболисты.